# Moose Creek
Moose Creek è un CDP degli Stati Uniti d'America, situato nello Stato dell'Alaska e in particolare nel Borough di Fairbanks North Star.